# Corrupção no Chile

Visão geral do Índice de Percepção da Corrupção de 2010. A maior percepção de corrupção é de cor vermelha e a menor, de azul escuro.

Segundo o Índice de Percepção da Corrupção de 2010, publicado pela Transparência Internacional, o Chile ocupa a 21.ª posição dos países menos corruptos do mundo.
Conforme relatório do Banco Mundial, o Chile se destaca como líder na América Latina no combate à corrupção. Durante o período do regime militar de Augusto Pinochet, que começou com o golpe de Estado no Chile em 1973 que derrubou o governo de Salvador Allende, a corrupção no país começou a se expandir, de ser favorecido pela ausência de liberdade de expressão e liberdade de imprensa, bem como a incapacidade da Controladoria para desempenhar suas funções de supervisão. Em 1984, Pinochet Hiriart, comprou a empresa metalúrgica limitada Nihasa, mudando seu nome para Produção Metalurgia Projetos Integrados (PSP). Entre seus contratantes incluído Cema Chile, dirigido por sua mãe.  Em 1987, a PSP compra uma empresa dedicada à administração de rifles, administrado pelo Exército e que recentemente declarou falência. Dois anos mais tarde, o exército voltou a comprar a empresa, a transação que está sendo pago por seu pai, Augusto Pinochet, por meio de três cheques Pinocheques-chamados por valor próximo a US $ 3 milhões.